# Немирната птица любов
„Немирната птица любов“ е български игрален филм (фентъзи,трагикомедия) от 1990 година, по сценарий и режисура на Рангел Вълчанов. Оператор е Емил Христов. Музиката във филма е композирана от Стефан Димитров.

## Сюжет
Документални кадри от първите демократични митинги в България пред храм паметника „Св. Александър Невски“, бдения със свещи на площад Александър Батемберг. Едно момиченце излиза точно като от кутията на Пандора, за да предскаже драмата, която очаква човечеството, за натрупаните през всичките векове грехове. Отначало двама, а след това все повече режисьори, които авторът иронизира, се опитват да обобщят тази драма и да я свържат със съвременността. Но оплитайки се в противоречията между Вечното, Преходното, Възвишеното и Низкото – всичко се превръща в един колкото абсурден, толкова и реален коктейл.

## Актьорски състав
- Георги Пенков – Джони петела, пазачът
- Емилия Цанева – Момиченцето
- Тодор Колев – Ожененият разведен
- Ицхак Финци – Режисьорът
- Илка Зафирова – Актрисата
- Николай Бинев – Актьорът
- Ваня Цветкова – Красивата
- Самуел Финци – Артистичният
- Румяна Рунева – Омъжената разведена
- София Кузева – Младоженката
- Коста Цонев – Свидетелят
- Ели Скорчева – Свидетлката
- Джоко Росич – Каубоят
- Цанка Цанева – Черната вдовица
- Милица Иванова – Бременната невеста
- Иван Джамбазов – Бащата
- Златина Дончева – Майката
- Петър Петров – Тъстът
- Рангел Вълчанов – Архиепископ
- Стефан Димитров – Архимандрит
- Георги Мамалев – Рогоносецът
- Юлиян Станишев
- Светозар Кокаланов
- Димитър Димитров
- Стефан Данаилов – Стефан Данаилов